# Edvige Carboni

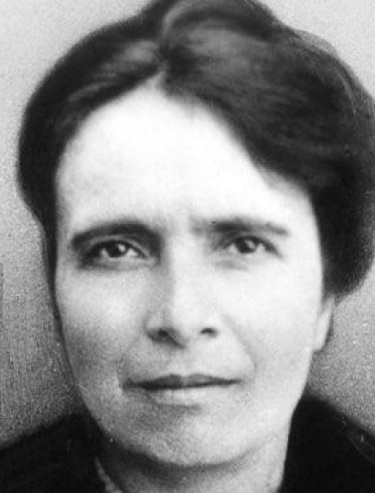
Edvige Carboni

Edvige Carboni (* 2. Mai 1880 in Pozzomaggiore; † 17. Februar 1952 in Rom) war eine italienische römisch-katholische Laiin und Mystikerin, die in der römisch-katholischen Kirche als Selige verehrt wird. Ihr nichtgebotener Gedenktag in der Liturgie ist der 17. Februar.

## Leben

### Kindheit und Jugend
Edvige (auf deutsch Hedwig) Carboni wurde am 2. Mai 1880 in Pozzomaggiore als Tochter von Giovanni Battista und Maria Domenica Pinna geboren. Sie hatte noch fünf Geschwister. Am 4. Mai 1880 empfing sie das Sakrament der Taufe. 1884 wurde sie von Msgr. Eliseo Giordano gefirmt und legte bereits 1885 im Alter von 5 Jahren ein Gelübde ab, ihr Leben in Keuschheit zu verbringen. 1886 wurde sie eingeschult und absolvierte drei Schulklassen.
Ihre Mutter brachte ihr als Kind das Sticken bei und sie arbeitete mit ihrem Vater im Stickereigeschäft. Sie verbrachte auch einige Zeit im Kloster der Schwestern vom hl. Vinzenz in Alghero, wo die Nonnen einen Stickereikurs abhielten. Da ihre Mutter gesundheitlich angeschlagen war, kümmerte sie sich um die Erziehung und Pflege ihrer jüngeren Geschwister und um andere häusliche Aufgaben.
Carboni empfing 1891 ihre Erstkommunion. Mit 15 Jahren wollte sie Nonne werden, doch ihre Mutter lehnte dies ab, was sie als Zeichen des Willens Gottes verstand. 1895 wurde ihre Schwester Paulina geboren.
Ab 1896 wurden ihre Visionen von Jesus und Maria immer häufiger. 1906 legte sie ihre Profess im Dritten Orden des heiligen Franziskus ab und gehörte vielen weiteren geistlichen Vereinigungen und Bruderschaften an; sie begann, ihre Gedanken in einem geistlichen Tagebuch festzuhalten.
1910 starb ihre Mutter und Edvige übernahm die Verantwortung für ihre Geschwister und ihren Vater.

### Geistliches Leben und mystische Erfahrungen
Zu ihren übernatürliche Fähigkeiten sollen die Levitation, das Lesen von Herzen, die Unterscheidung der Geister und häufige Besuche von armen Seelen im Fegefeuer gezählt haben. Außerdem erlebte sie eine Reihe von Visionen von Heiligen.
In ihrem geistlichen Tagebuch notierte Carboni am 16. November 1938, wie sie die Stigmata empfing, während sie in ihrem Tagebuch am 12. Juni 1941 ihre erste Begegnung mit dem heiligen Giovanni Bosco festhielt. Carboni empfing auch die Transverberation (mystische Durchbohrung) und berichtete von einer Dämonenbegegnung im Dezember 1941. Ihre Erfahrungen mit dem Teufel wurden im Laufe der Zeit immer aggressiver. Einmal wurde sie in die Beine getreten, ein anderes Mal wurden ihr die goldenen Zahnfüllungen gestohlen. Einmal war sie eine Zeit lang ans Bett gefesselt, nachdem ein Hammer sie in die Knie geschlagen hatte.
Carboni hatte in ihren Visionen auch Besuche von Pater Pio von Pietrelcina. Pater Pio kannte Carboni persönlich und bezeichnete sie als Heilige. Auch den später heiliggesprochenen Priester Luigi Orione kannte sie persönlich.
1925 begann sie, Bilokationen zu erleben, die sich während des Zweiten Weltkriegs verstärkten.

### Umzug und Leben auf dem Festland
Im Jahr 1929 fand ihre Schwester Paulina eine Stelle als Lehrerin in Marcellina (Bahnhof), einem kleinen Ort zwischen Rom und Tivoli. Ihr Vater wollte nicht, dass Paulina die Familie verließ. Stattdessen zog die gesamte Familie von Sardinien auf das Festland um. 1934 zogen sie nach Albano Laziale. Ihr Vater starb 1937. Danach ließ sie sich 1938 schließlich in Rom nieder. Ab 1941 gehörte sie der Passionsbruderschaft der Scala Santa in Rom an.
Die letzten vierzehn Jahre ihres Lebens verbrachte Carboni zusammen mit ihrer Schwester Paulina in Rom. Während ihrer Zeit in Rom unterrichtete sie Kinder im Katechismus und kümmerte sich um Arme und Kranke.
Am 17. Februar 1952 stand sie morgens auf, um an der Messe teilzunehmen, kam zum Essen nach Hause, bevor sie in die Kirche zurückkehrte, um Pater Lombardi bei einer Predigt zuzuhören. Sie und ihre Schwester kamen abends nach Hause, als sie darüber klagte, dass sie sich nicht wohl fühlte. Ihre Schwester rief einen Arzt und zwei Priester aus ihrer Gemeinde; die Priester spendeten ihr die Sterbesakramente, bevor Edvige Carboni um 22.30 Uhr an Angina pectoris starb.
Sie wurde in Albano Laziale neben dem Grab ihres Bruders Galdino und dessen Ehefrau beigesetzt.
Ihre sterblichen Überreste wurden im Oktober 2015 für eine kanonische Rekognition im Rahmen des Seligsprechungsprozesses exhumiert. 2019 wurden sie nach Sardinien gebracht und in der Pfarrkirche San Giorgio ihres Heimatortes Pozzomaggiore beigesetzt. Die bisherige Josefskapelle wurde ihr gewidmet.

## Seligsprechung
Der Seligsprechungsprozess wurde 1968 in Rom auf diözesaner Ebene eröffnet. Am 29. April 1994 wurde sie unter Papst Johannes Paul II. zur Dienerin Gottes ernannt, nachdem die Kongregation für die Selig- und Heiligsprechungsprozesse das nihil obstat für den Prozess erteilt hatte.
Der zweite Prozess begann am 18. Oktober 1999 und endete am 1. Juni 2001. Der Postulator reichte 2008 die Positio ein. Die Theologen gaben am 29. November 2016 nach gründlicher Untersuchung ihrer Schriften die endgültige Zustimmung zu der Causa. Papst Franziskus bestätigte ihren heroischen Tugendgrad am 4. Mai 2017 und ernannte sie zur Ehrwürdigen Dienerin Gottes.
Das für ihre Seligsprechung erforderliche Wunder wurde von Papst Franziskus per Dekret am 7. November 2018 anerkannt. Die Seligsprechung Carbonis fand am 15. Juni 2019 in ihrer Heimat auf Sardinien statt.